# Ян Птачек з Піркштейна
Ян Птачек з Піркштейна (1388 – 1419 ) — чеський шляхтич з роду Птачеків з Піркштейнів, дочірньої гілки роду панів Липських, власник маєтків Ратай-над-Сазавою та Польна, один з діячів раннього періоду Гуситських воєн .

## Біографія
Він народився як син Яна Єшека Птачека з Піркштейна та Гедвіки з Дуби, ймовірно, близько 1388 року в родинному замку Піркштейн. На момент його народження його батькові було близько п’ятдесяти років, невдовзі після того, як вони з дружиною поїхали відпочити в замок Польна. Після смерті Яна Єшека близько 1390 року його родич Генріх III керував сімейними феодами через неповноліття Яна. з Липи . Джерела стверджують, що він досяг повноліття в 1406 році, але це суперечить народженню його сина Гінека в 1404 році. 
Після смерті Генріха в 1405 році його місце зайняв його син Гануш, але він зберіг права власності до 1412 року і передав їх йому лише на вимогу провінційного суду .  Тим часом Яну вдалося здобути певну політичну позицію.
Після арешту магістра Яна Гуса він підписав петицію на його захист, але після початку гуситських воєн він опинився в кількох незначних битвах у лавах панської католицької ліги. Він воював проти гуситів у битві при Живогошті в 1419 році, ймовірно, під тиском своїх сусідів Лацко з Краварже та Гельфштейна та Петра II. Конопишти зі Штернберка . Немає жодних доказів його подальшої участі у війні.
Він помер у 1419 році і був похований у родинному склепі в церкві св. Матвія в Ратаї над Сазавою.

### Сім'я
Був одружений на Їтці з Кунштату та Подєбрад . Їхній син і спадкоємець Гінце Птачек з Піркштейна займав високі посади в Чеському королівстві.

## У масовій культурі
Однойменний персонаж із відеогри Kingdom Come: Deliverance 2018 року та її однойменного продовження 2025 року Kingdom Come: Deliverance II базується на особистості Яна Птачека.  В сюжеті, дія якого відбувається в 1403 році, Ян — юнак, що чекає (і незабаром досягає) повноліття, живучи коштом свого дядька Гануша з Ліпи.